# مریم مصدقی
مریم مصدقی یک بازیگر سینمای اهل ایران است. وی تنها در فیلم «دو نیمه سیب» (۱۳۷۰) به کارگردانی کیانوش عیاری در کنار خواهر دوقلوی خود «لیلا مصدقی» به ایفا نقش پرداخته است.

## فیلم‌شناسی
| سال  | نام         | نقش | کارگردان     |
| ---- | ----------- | --- | ------------ |
| ۱۳۷۰ | دو نیمه سیب | فرح | کیانوش عیاری |